# Seven Lives Many Faces
Seven Lives Many Faces je sedmi studijski album grupe Enigma.
Prvi singl sa albuma objavljen je 8. avgusta 2008, a po prvi put u istoriji Enigma je objavila dvostruki singl s albuma: „La Puerta del Cielo“ i „Seven Lives“. Treći singl s albuma je pesma „The Same Parents“. Već 27. novembra 2008, izdat je i DVD „Seven Lives Many Faces“. Interesantno je da su deca Mihaja Krecua, blizanci Nikita i Sebastijan, pevali u pesmi „The Same Parents“.

## Pesme
1. „Encounters“ - 3:12
2. „Seven Lives“ - 4:25
3. „Touchness“ - 3:35
4. „The Same Parents“ - 5:19
5. „Fata Morgana“ - 3:23
6. „Hell's Heaven“ - 3:51
7. „La Puerta del Cielo“ - 3:28
8. „Distorted Love“ - 4:11
9. „Je T'aime Till My Dying Day“ - 4:18
10. „Déjà Vu“ - 2:56
11. „Between Generations“ - 4:30
12. „The Language of Sound“ - 4:20